# Turanobius tadzhikus
Espèce
Synonymes
- Oecobius tadzhikus Andreeva & Tyschchenko, 1969

Turanobius tadzhikus est une espèce d'araignées aranéomorphes de la famille des Oecobiidae.

## Distribution
Cette espèce se rencontre au Tadjikistan et au Turkménistan.

## Description
Le mâle décrit par Marusik, Omelko et Koponen en 2015 mesure 2,73 mm et la femelle 3,08 mm.

## Systématique et taxinomie
Cette espèce a été décrite sous le protonyme Oecobius tadzhikus par Andreeva et Tyschchenko en 1969. Elle est placée dans le genre Turanobius par Zamani, Marusik et Fomichev en 2024.

## Étymologie
Son nom d'espèce lui a été donné en référence au lieu de sa découverte, le Tadjikistan.

## Publication originale
- Andreeva & Tyschchenko, 1969 : « On the fauna of spiders (Araneae) from Tadjikistan. Haplogynae, Cribellatae, Ecribellatae Trionychae (Pholcidae, Palpimanidae, Hersiliidae, Oxyopidae). » Entomologicheckoe obozrenie, vol. 48, p. 373-384.